# Rebecka Östergren
Emma Maria Rebecka Östergren, född 1 mars 1985 i Stockholm, är en svensk skådespelare. Tidigare var hon även aktiv som altsaxofonist i studentorkestern LiTHe Blås.

## Filmografi
- 2001 – Familjehemligheter
- 2002 – Klassfesten